# Hector Marini
Joseph Hector Marini (* 27. Januar 1957 in Timmins, Ontario) ist ein ehemaliger kanadischer Eishockeyspieler, der im Verlauf seiner aktiven Karriere zwischen 1974 und 1985 unter anderem 164 Spiele für die New York Islanders und New Jersey Devils in der National Hockey League auf der Position des rechten Flügelstürmers bestritten hat. In Diensten der New York Islanders gewann Marini in den Jahren 1981 und 1982 zweimal den Stanley Cup. In seiner einzigen kompletten NHL-Saison wurde er als Akteur der New Jersey Devils für das NHL All-Star Game 1983 nominiert. Hauptsächlich spielte er aber in den Minor Leagues.

## Karriere
Marini verbrachte seine Juniorenzeit zwischen 1974 und 1977 bei den Sudbury Wolves in der Ontario Major Junior Hockey League. In diesen drei Spieljahren konnte sich der rechte Flügelstürmer von 31 über 77 auf 91 Scorerpunkte steigern und wurde schließlich im NHL Amateur Draft 1977 in der dritten Runde an 50. Position von den New York Islanders aus der National Hockey League ausgewählt. In der Saison 1975/76 erreichte Marini mit der Mannschaft der Wolves die Finalserie um den J. Ross Robertson Cup.
Zur Spielzeit 1977/78 wechselte der Kanadier schließlich als Mitglied des Franchises der New York Islanders in den Profibereich. Hauptsächlich kam Marini in seinem ersten Profijahr bei den Muskegon Mohawks in der International Hockey League zu Einsätzen, absolvierte aber auch sporadisch Spiele für die Fort Worth Texans aus der Central Hockey League. Für diese war er im folgenden Spieljahr ausschließlich aktiv. Davon ausgenommen war jedoch sein NHL-Debüt für die Islanders. In der Folge gelang dem Angreifer aber dennoch nicht der Sprung in die NHL. Zwischen 1979 und 1981 stand er für die Indianapolis Checkers in der CHL auf dem Eis. Erst im Februar 1981 gelang es ihm, über einen längeren Zeitraum in der NHL eingesetzt zu werden. Dies führte am Ende der Stanley-Cup-Playoffs 1981 dazu, dass Marini erstmals die gleichnamige Trophäe mit den Islanders gewann. In der Saison 1981/82 gehörte der Flügelspieler weiterhin dem Islanders-Kader an, kam aber nur sporadisch zu Einsatzminuten. Dennoch wiederholte er mit der Mannschaft den Titelgewinn des Vorjahres.
Kurz vor Beginn der Saison 1982/83 wurde Marini gemeinsam mit einem Viertrunden-Wahlrecht im NHL Entry Draft 1983 von den New York Islanders an die New Jersey Devils abgegeben. Diese erhielten als Kompensation das Viertrunden-Wahlrecht New Yorks desselben Drafts. Bei den Devils absolvierte der Stürmer in der Folge seine einzige komplette NHL-Spielzeit mit 77 Einsätzen. Mit 45 Punkten war er am Saisonende sechstbester Scorer des Teams und vertrat den Klub – zu seiner eigenen Verwunderung – als einziger Spieler im NHL All-Star Game 1983. In der folgenden Saison konnte Marini nicht an die Leistungen des Vorjahrs anknüpfen und so wies er Anfang Januar 1984 nach 32 Spielen lediglich vier Scorerpunkte vor. Der fast 27-Jährige wurde im Anschluss an eine überstandene Knieverletzung in die American Hockey League geschickt, wo er bis Anfang der Spielzeit 1985/86 für die Maine Mariners auflief. Ebenso lief er in dieser Saison für die Fort Wayne Komets in der IHL auf. Dort wurde er bei einem Spiel im Dezember 1985 gegen seinen Ex-Verein Indianapolis Checkers von einem Puck im linken Auge getroffen. Dabei wurde es so sehr geschädigt, dass es wenige Tage später operativ entfernt werden und Marini seine Karriere im Alter von 28 Jahren vorzeitig beenden musste.

## Erfolge und Auszeichnungen
- 1981 Stanley-Cup-Gewinn mit den New York Islanders
- 1982 Stanley-Cup-Gewinn mit den New York Islanders
- 1983 Teilnahme am NHL All-Star Game

## Karrierestatistik
(Legende zur Spielerstatistik: Sp oder GP = absolvierte Spiele; T oder G = erzielte Tore; V oder A = erzielte Assists; Pkt oder Pts = erzielte Scorerpunkte; SM oder PIM = erhaltene Strafminuten; +/− = Plus/Minus-Bilanz; PP = erzielte Überzahltore; SH = erzielte Unterzahltore; GW = erzielte Siegtore; 1 Play-downs/Relegation; Kursiv: Statistik nicht vollständig)